# リスタート (Honey L Daysの曲)
「リスタート」は、日本のロックデュオ・Honey L Daysのメジャー11作目のシングル。

## 概要
- 前作「デスペラード」から3か月ぶりのシングル。
- 今作ではシングル作品としては初めてKYOHEIが作詞のみで作曲を手掛けた楽曲が未収録となっており、全曲外部ミュージシャンを起用して制作された[注 1]。
- 表題曲は玉森裕太主演のテレビドラマ『青春探偵ハルヤ〜大人の悪を許さない!〜』の挿入歌に使用された。テレビドラマのタイアップは2作連続、通算6度目となった[注 2]。
- ジャケットの異なるCD+DVD規格とCD規格の2形態で発売された。CD+DVD規格のDVDには表題曲のミュージック・ビデオが収録され、CD規格には表題曲のインストゥルメンタルバージョンが追加収録された。

## 収録曲
| 全作曲: Mayuko Maruyama、全編曲: Nobuyuki Shimizu。 |                               |        |                 |
| #                                                   | タイトル                      | 作詞   | 作曲・編曲      |
| 1.                                                  | 「リスタート」                | KYOHEI | Mayuko Maruyama |
| 2.                                                  | 「Winter melody」             | KYOHEI | Mayuko Maruyama |
| 3.                                                  | 「リスタート (Instrumental)」 |        | Mayuko Maruyama |

### 解説
1. リスタート
テレビドラマ『青春探偵ハルヤ〜大人の悪を許さない!〜』の台本を読んだ上で書き下ろされた楽曲。タイトル含めコンセプトとして「ここからまた始めよう」というテーマを設けており、カバー作品であった前作を一つの分岐点としたなかでバブルガム・ポップ調を取り入れて制作された[1]。
歌唱法においては全編通してハモリやユニゾンで歌われており、既発曲ではAメロやBメロでソロがあり主旋律とハモリを区分していたが、この楽曲では意図して取り入られなかった[1]。
2. Winter melody
3. リスタート (Instrumental)
CD規格限定で収録されている、表題曲のインストゥルメンタルバージョン。

## タイアップ
- 日本テレビ系列プラチナイト枠木曜ドラマ『青春探偵ハルヤ〜大人の悪を許さない!〜』挿入歌 (#1)